# Рами, Франко
Франко Эсекиэль Рами (исп. Franco Ezequiel Rami; род. 31 марта 2003, Кордова) — аргентинский футболист, нападающий клуба «Альдосиви».

## Клубная карьера
Рами — воспитанник клуба «Бельграно». 4 августа 2023 года в поединке Кубка Аргентины против «Клайпола» Франко дебютировал за основной состав. 17 апреля 2024 года в матче против «Расинга» из Авельянеды он дебютировал в аргентинской Примере. В 2025 году игрок на правах аренды перешёл в «Альдосиви». 6 февраля в матче против «Барракас Сентраль» он дебютировал за новую команду. В этом же поединке Франко забил свой первый гол за «Альдосиви».